# Zdeňka Grossmannová
Zdeňka Grossmannová (Jindřichův Hradec, 17 de noviembre de 1965) es una deportista checoslovaca que compitió en piragüismo en la modalidad de eslalon. Ganó dos medallas en el Campeonato Mundial de Piragüismo en Eslalon, plata en 1991 y bronce en 1989.

## Palmarés internacional
| Campeonato Mundial | Campeonato Mundial          | Campeonato Mundial | Campeonato Mundial |
| Año                | Lugar                       | Medalla            | Competición        |
| ------------------ | --------------------------- | ------------------ | ------------------ |
| 1989               | Río Savage (Estados Unidos) | Medalla de bronce  | K1 por equipos     |
| 1991               | Tacen (Yugoslavia)          | Medalla de plata   | K1 por equipos     |